# 庫亞馬 (加利福尼亞州)
庫亞馬（英語：Cuyama）是位於美國加利福尼亞州聖巴巴拉縣的一個人口普查指定地區。

## 地理
庫亞馬的座標為34°55′52″N 120°36′54″W / 34.93111°N 120.61500°W，而該地最高點為海拔高度699米（即2293英尺）。

## 人口
根據2010年美國人口普查的數據，庫亞馬的面積為1.186平方千米，當中陸地面積為1.175平方千米，而水域面積為0.011平方千米。當地共有人口57人，而人口密度為每平方千米48人。